# Mandres-en-Barrois
Mandres-en-Barrois é uma comuna francesa na região administrativa de Grande Leste, no departamento de Meuse. Estende-se por uma área de 17,71 km². Em 2010 a comuna tinha 123 habitantes (densidade: 6,9 hab./km²).